# リブニク
リブニク（Rybnik [ˈrɨbɲik] ( 音声ファイル)、シレジア語:Rybńik）は、ポーランド南部の都市。シロンスク県に属し、チェコとの国境に近い。クラクフの西、約100kmに位置する。大都市圏である上部シレジア石炭盆地の南のはずれにあり、リブニク炭田の中心地である。
人口は約14万人で、ポーランドで第25位。失業率は約11%で、ポーランド平均の16%より相当低い。

## 歴史

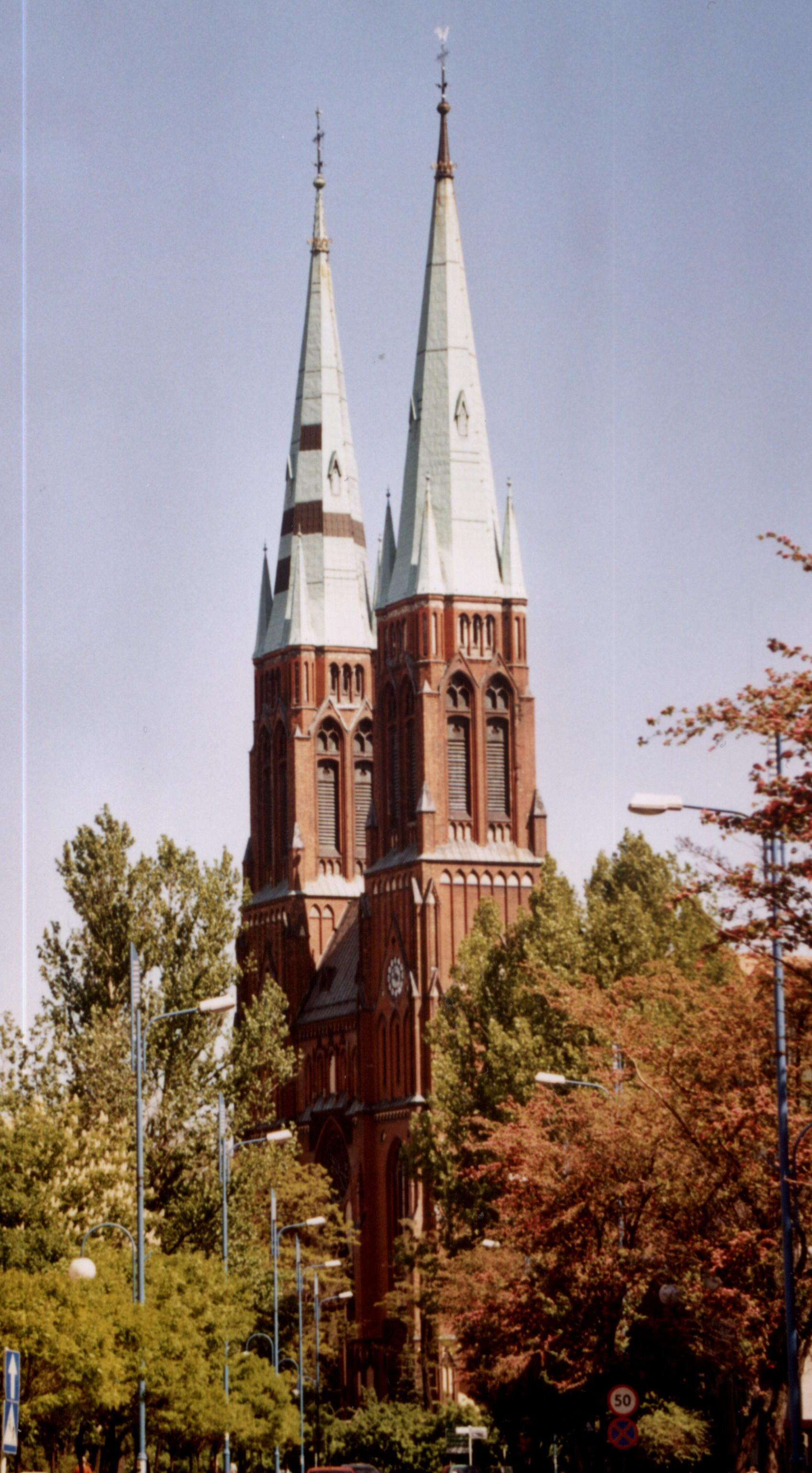
リブニクの聖堂

リブニクの名は、ポーランド語の「魚」（ryba）から来ており、古ポーランドで「魚の池」を意味していた（ロマ語では現在でも「rebniko」は「魚の池」を意味する）。中世にはこの地の経済において養殖が重要だったためであり、今日でも市の紋章に魚が描かれている。
都市の起源は9世紀から10世紀にさかのぼる。3つのスラブ人の集落が現在の地にあったが、次第に1つの町に統合された。ドイツ人による東方植民が進んだ結果、1308年より前の時点（正確な年は不明）でマクデブルク法に従った都市の権利を得た。その後もポーランド王国の一部であり続けたが、1327年にシレジア地方はボヘミアの封土となった。15世紀にはフス戦争によって荒廃した。1526年以降、シレジアを含むボヘミアはハプスブルク家の支配下に置かれた。
オーストリア継承戦争が始まると、1740年にリブニクを含むシレジアの大部分はプロイセン王国に併合された。オーストリアは1763年にこの併合を認めた。18世紀には炭鉱がリブニクの経済において重要な位置を占めるようになっていた。1871年にプロイセンはリブニクを含めてドイツ帝国に統合された。
19世紀から20世紀初めにかけて、ドイツ帝国によるドイツ化と反ポーランド政策の強化によって、上部シレジアはドイツ人とポーランド人の民族主義者による緊張が高まった。第一次世界大戦後の1918年、ポーランドは独立を回復した。民族対立による社会不安の中で、上部シレジアの帰属を決めるための投票が行われた。ドイツへの投票が多数だったにもかかわらず、双方を満足させるために上部シレジアは2つに分割されることとなった。リブニクではドイツへの票が少なかったため、ポーランドに帰属することになった。この投票と上部シレジア分割は、三度のシレジア蜂起を招き、最初の蜂起（1919年）はリブニクを中心として起こった。
戦間期のポーランド第二共和国では、リブニクは高度な政治的・経済的な自治権を持つシレジア県に属した。1939年に第二次世界大戦が始まると、リブニクはドイツの占領下に置かれ、ドイツに編入された。住民は民族別に分けられ、「再ドイツ化」されるか、公民権を剥奪されるか、ポーランド総督府の地域に追放された。

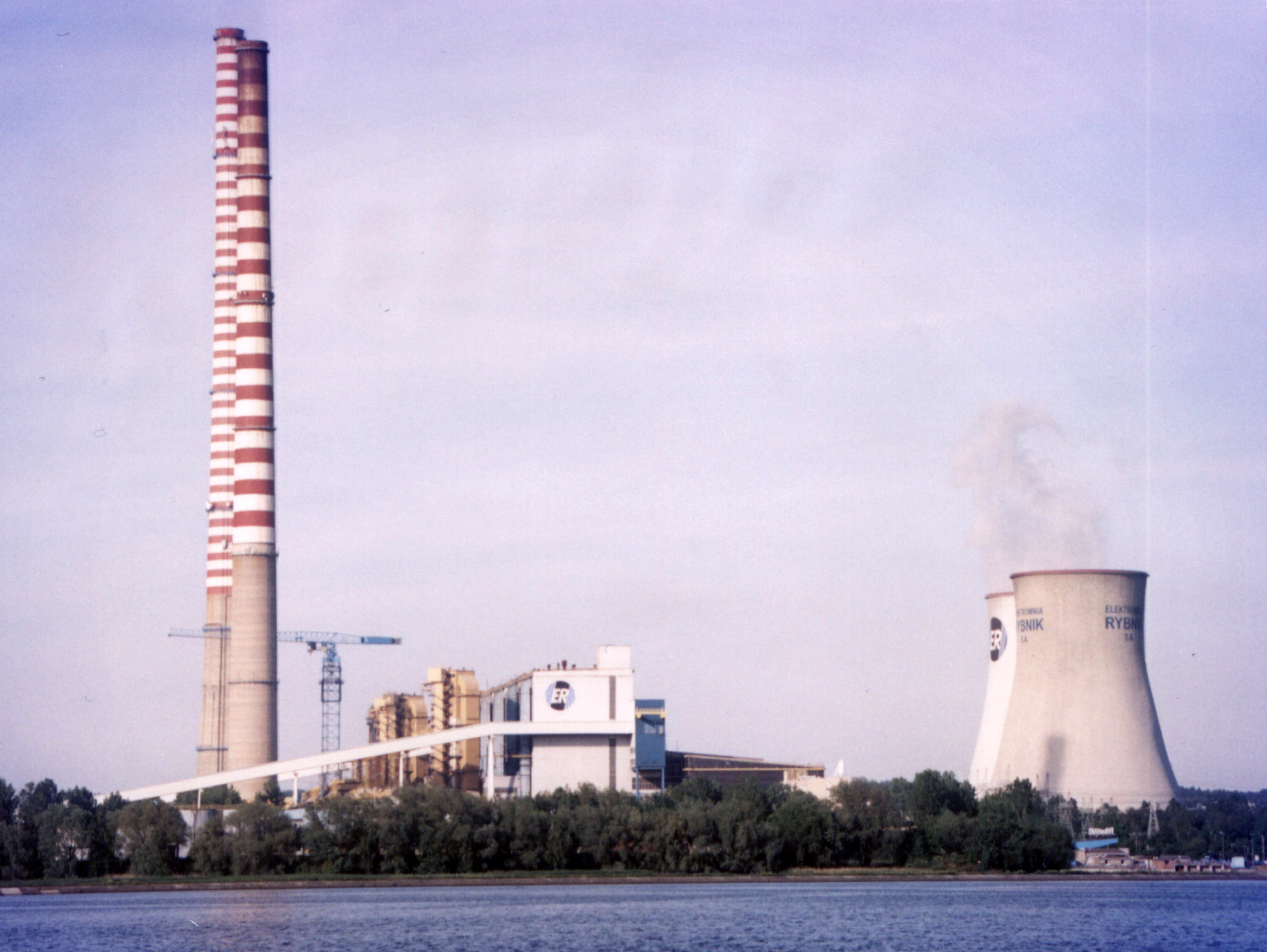
火力発電所

1945年、ドイツが敗北して大戦が終結すると、リブニクは再びポーランドに統合された。ポーランドの領土が西に移動したため、リブニクはドイツとの国境の町ではなくなった。住民は「再ポーランド化」されるかドイツに追放された。リブニクにいたドイツ人の多くは西ドイツのドルステンに移住した。ドルステンは1994年にリブニクの姉妹都市となっている。
大戦後も炭鉱は重要な産業として続けている。1970年代に石炭火力発電所が建設され、この地域と周辺に電力を供給している。2002年、カトヴィツェの経済大学とシレジア大学、グリヴィツェのシレジア理工科大学は、この地域の教育機会を促進するためにリブニクに共同キャンパスを開設した。

## 気候
| リブニクの気候                              | リブニクの気候 | リブニクの気候 | リブニクの気候 | リブニクの気候 | リブニクの気候 | リブニクの気候 | リブニクの気候 | リブニクの気候 | リブニクの気候 | リブニクの気候 | リブニクの気候 | リブニクの気候 | リブニクの気候 |
| 月                                          | 1月            | 2月            | 3月            | 4月            | 5月            | 6月            | 7月            | 8月            | 9月            | 10月           | 11月           | 12月           | 年             |
| ------------------------------------------- | -------------- | -------------- | -------------- | -------------- | -------------- | -------------- | -------------- | -------------- | -------------- | -------------- | -------------- | -------------- | -------------- |
| 最高気温記録 °C （°F）                      | 16.0 (60.8)    | 17.5 (63.5)    | 22.1 (71.8)    | 27.3 (81.1)    | 31.9 (89.4)    | 35.3 (95.5)    | 36.0 (96.8)    | 37.0 (98.6)    | 29.5 (85.1)    | 25.6 (78.1)    | 19.8 (67.6)    | 17.6 (63.7)    | 37.0 (98.6)    |
| 平均最高気温 °C （°F）                      | 1.6 (34.9)     | 3.2 (37.8)     | 7.8 (46)       | 14.1 (57.4)    | 19.6 (67.3)    | 21.9 (71.4)    | 24.3 (75.7)    | 24.1 (75.4)    | 19.0 (66.2)    | 13.9 (57)      | 6.5 (43.7)     | 2.3 (36.1)     | 13.19 (55.74)  |
| 日平均気温 °C （°F）                        | −1.3 (29.7)    | −0.3 (31.5)    | 3.5 (38.3)     | 8.7 (47.7)     | 14.2 (57.6)    | 16.9 (62.4)    | 18.9 (66)      | 18.4 (65.1)    | 13.9 (57)      | 9.3 (48.7)     | 3.4 (38.1)     | −0.1 (31.8)    | 8.79 (47.82)   |
| 平均最低気温 °C （°F）                      | −3.7 (25.3)    | −3.1 (26.4)    | 0.1 (32.2)     | 3.8 (38.8)     | 8.8 (47.8)     | 11.8 (53.2)    | 13.5 (56.3)    | 13.2 (55.8)    | 9.7 (49.5)     | 5.7 (42.3)     | 0.9 (33.6)     | −2.4 (27.7)    | 4.86 (40.74)   |
| 最低気温記録 °C （°F）                      | −24.8 (−12.6)  | −23.8 (−10.8)  | −15.6 (3.9)    | −5.9 (21.4)    | −1.3 (29.7)    | 2.5 (36.5)     | 6.1 (43)       | 3.9 (39)       | −0.6 (30.9)    | −6.9 (19.6)    | −15.5 (4.1)    | −24.5 (−12.1)  | −24.8 (−12.6)  |
| 降水量 mm （inch）                          | 39.6 (1.559)   | 36.9 (1.453)   | 43.9 (1.728)   | 56.3 (2.217)   | 75.9 (2.988)   | 87.4 (3.441)   | 99.1 (3.902)   | 82.5 (3.248)   | 73.5 (2.894)   | 52.2 (2.055)   | 51.6 (2.031)   | 46.9 (1.846)   | 745.8 (29.362) |
| 平均降水日数 （≥0.1 mm）                    | 13.9           | 13.1           | 14.0           | 13.4           | 14.3           | 15.7           | 14.9           | 13.1           | 13.3           | 12.9           | 15.1           | 15.9           | 169.6          |
| % 湿度                                      | 81.7           | 78.7           | 75.0           | 70.2           | 70.9           | 74.1           | 72.6           | 74.7           | 81.1           | 81.6           | 84.0           | 85.1           | 77.48          |
| 出典1：Meteomodel.pl                        |                |                |                |                |                |                |                |                |                |                |                |                |                |
| 出典2：Time and Date (dewpoints, 2005-2015) |                |                |                |                |                |                |                |                |                |                |                |                |                |

## 主な出身者
- イェジー・ドゥデク - サッカー選手。
- エヴァ・ソネット - 巨乳が評判のモデル・ポップス歌手

## 姉妹都市
リブニクは11の都市と姉妹都市の提携をしている。
| - サン・ヴァリエ (ソーヌ＝エ＝ロワール県)、フランス - マザメ、フランス - リエヴァン、フランス - ドルステン、ドイツ - オイラースブルク、ドイツ - ハザスレウ、デンマーク | - イヴァーノ＝フランキーウシク、ウクライナ - ビリニュス地区、リトアニア - ラリサ、ギリシア - ニュータウンアベイ、北アイルランド - カルヴィナー、チェコ - ソルノク、ハンガリー |